# 4865 Sor
4865 Sor eller 1988 UJ är en asteroid i huvudbältet som upptäcktes den 18 oktober 1988 av den japanska astronomen Tsutomu Seki vid Geisei-observatoriet. Den är uppkallad efter Fernando Sor.
Den tillhör asteroidgruppen Eos.